# Kalemegdan

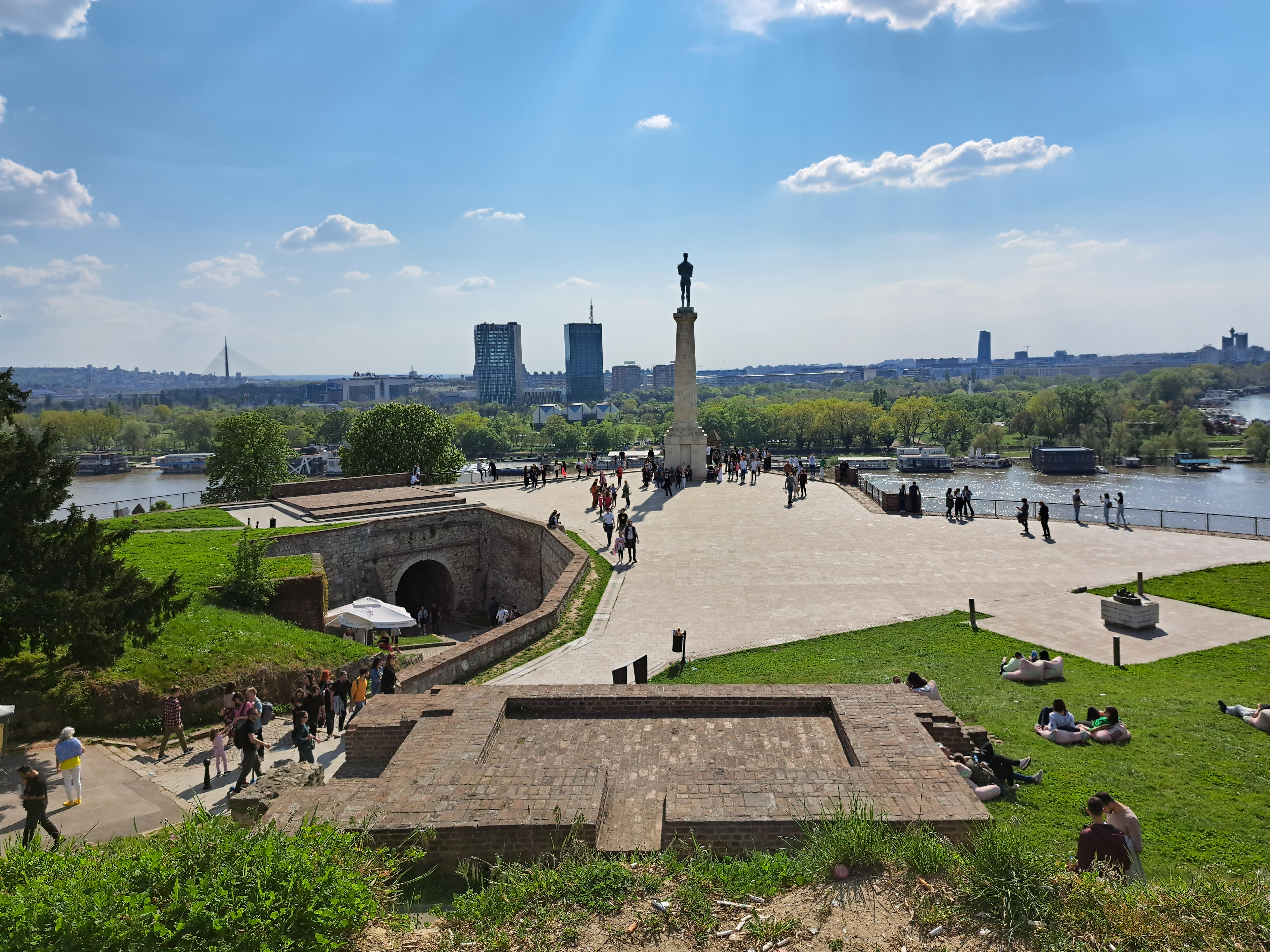
Kalemegdan

Kalemegdan är en historisk borg i nordvästra delen av Belgrads centrum, strategiskt belägen på Savas östra strand där floden mynnar ut i Donau. 
Namnet är ett derivat från turkiskans kale, "fort" eller "borg", och meydan, "slag" eller "strid", alltså "strids-borg". Numera är Kalemegdan också namnet på den park som omger borgen. 

## Historik
Borgen har byggts upp och förstörts i omgångar sedan romartiden. Innehavare har i tur och ordning varit kelter, romare, bysantiner, serber, osmaner och serber igen, varvat under kortare perioder med hunner, goter, sarmatier, gepider, ungrare, bulgarer, österrikare och tyskar. 
Här finns sedan 1928 monumentet Pobednik som ofta används som en symbol för Belgrad.

## Galleri

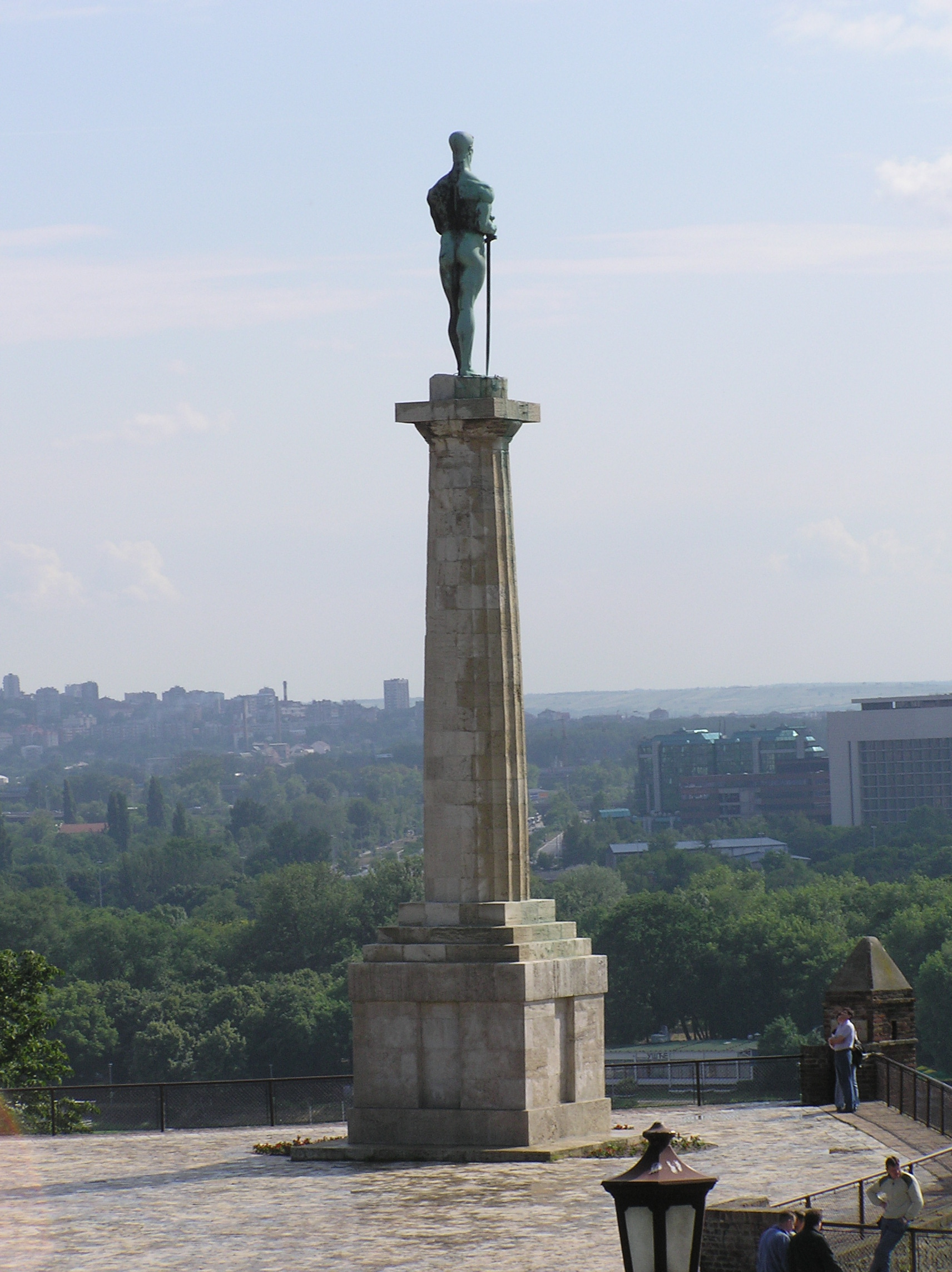
Pobednik
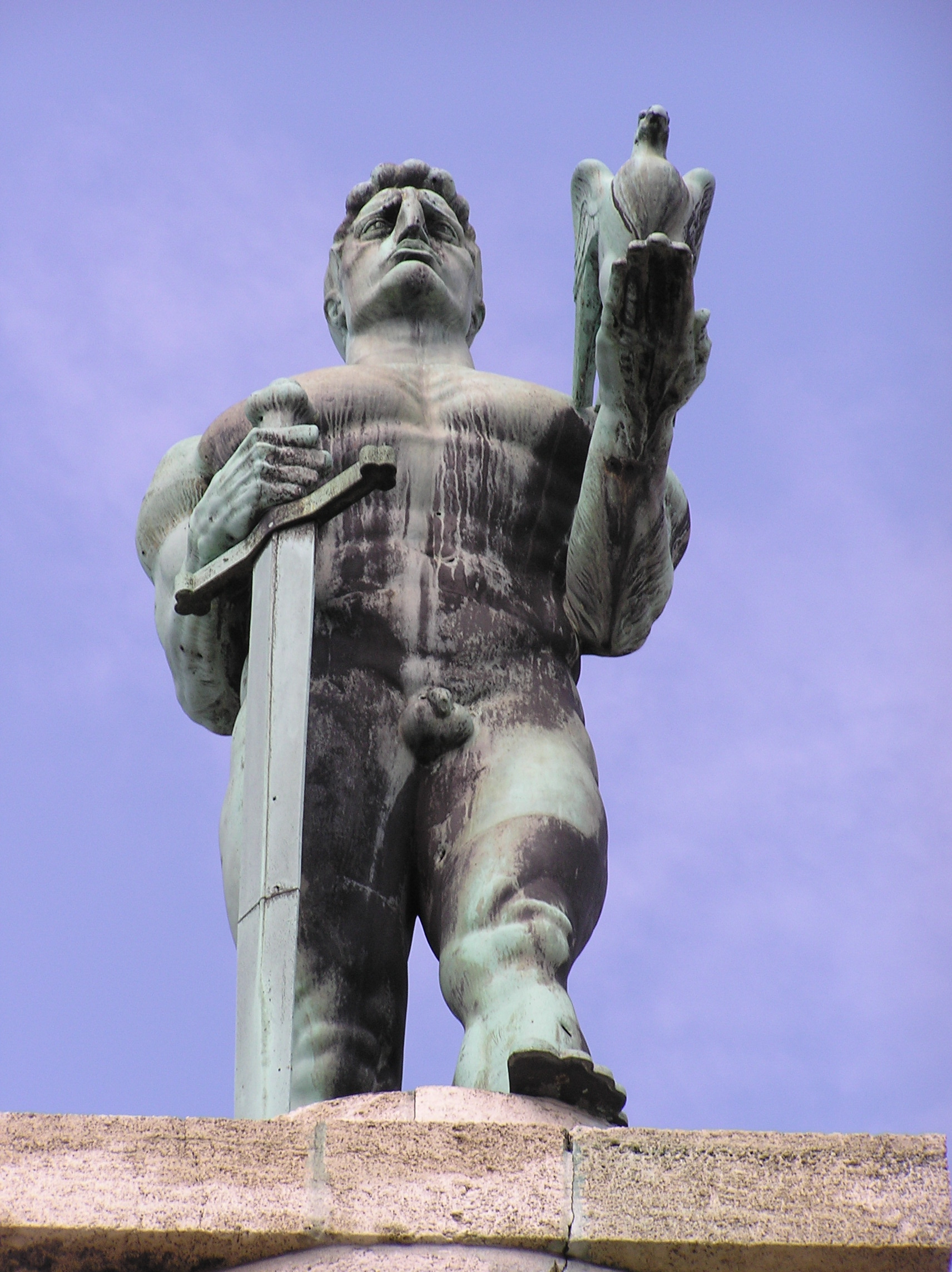
Pobednik i detalj
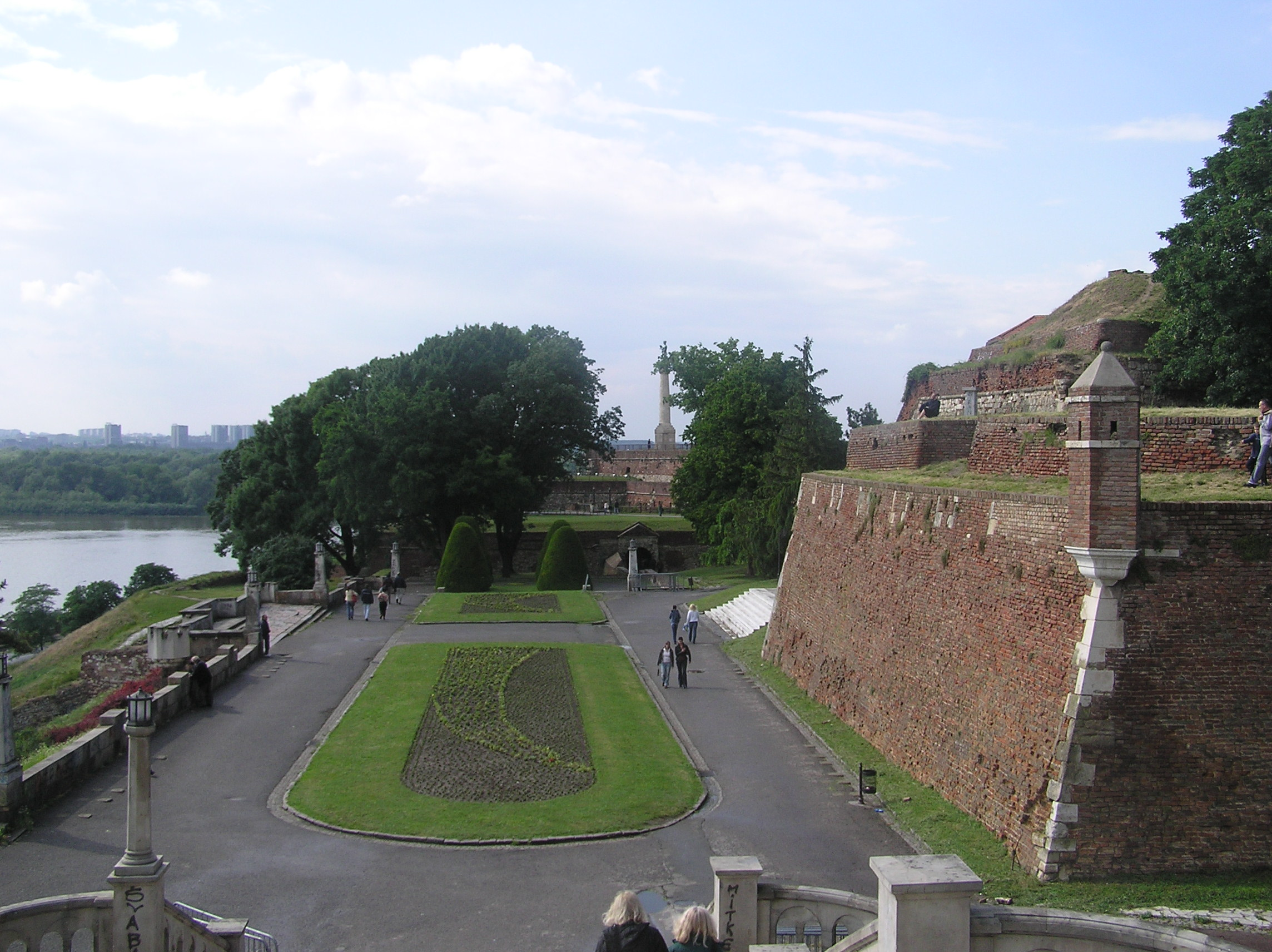